# Seleção Angolana de Basquetebol Masculino
A Selecção Angolana de Basquetebol Masculino é a equipa de basquetebol que representa Angola em competições internacionais da modalidade. É gerida pela Federação Angolana de Basquetebol.
Angola ocupa actualmente o 41º lugar do ranking da FIBA.
Estão se preparando para atacar e vencer o Afrobasket 2025, que se realizará no seu território entre os dias 12 e 24 de Agosto. De lembrar que Angola já realizou o Afrobasket por três ocasiões, em 1989, 1999 e 2007. Em todas elas foi campeã.
Angola espera ganhar o seu 12⁰ título.

## Medalhas
- Afrobasket
  -  Ouro (11): 1989, 1992, 1993, 1995, 1999, 2001, 2003, 2005, 2007, 2009 e 2013
  -  Prata (4): 1983, 1985, 2011 e 2015
  -  Bronze (2): 1987 e 1997

- Jogos Pan-Africanos
  -  Ouro (3): 1987, 2007 e 2015
  -  Prata (1): 1999
  -  Bronze (2): 2003 e 2011

## Equipe Atual
| Angola - Afrobasket 2015 | Angola - Afrobasket 2015 | Angola - Afrobasket 2015 | Angola - Afrobasket 2015 | Angola - Afrobasket 2015 | Angola - Afrobasket 2015 |
| #                        | Pos.                     | Nome                     | Alt.                     | Nasc.                    | Clube                    |
| ------------------------ | ------------------------ | ------------------------ | ------------------------ | ------------------------ | ------------------------ |
| 4                        | A AR                     | Edson Ndoniema           | 1,92m                    | 11/02/1991               | CD Primeiro de Agosto    |
| 5                        | AR                       | Armando Costa            | 1,90m                    | 03/06/1983               | CD Primeiro de Agosto    |
| 6                        | A AR                     | Carlos Morais            | 1,93m                    | 16/10/1985               | CR do Libolo             |
| 7                        | AA                       | Roberto Fortes           | 1,93m                    | 09/11/1984               | Petro Atlético Luanda    |
| 8                        | AR                       | Hermenegildo Santos      | 1,88m                    | 16/08/1990               | CD Primeiro de Agosto    |
| 9                        | AA                       | Leonel Paulo             | 1,97m                    | 30/04/1986               | Petro Atlético Luanda    |
| 10                       | P                        | Valdelício Joaquim       | 2,08m                    | 15/04/1990               | CR do Libolo             |
| 11                       | AP                       | Reggie Moore             | 2,02m                    | 31/03/1981               | CD Primeiro de Agosto    |
| 12                       | AP                       | Felizardo Ambrósio       | 2,02m                    | 25/12/1987               | CD Primeiro de Agosto    |
| 13                       | P                        | Yanick Moreira           | 2,11m                    | 31/07/1991               | SMU Mustang              |
| 14                       | AR                       | Braulio Morais           | 1,85m                    | 17/12/1990               | CR do Libolo             |
| 15                       | AP                       | Eduardo Mingas           | 2,00m                    | 29/01/1979               | CR do Libolo             |
|                          |                          |                          | Técnico                  | Técnico                  | Moncho Lopez             |

## Jogadores notáveis
- Miler Gomes
- Miguel Lutonda
- Olimpio Cipriano
- Carlos Morais
- Yannick Moreira
- Leonel Almeida
- Israél Agostinho  Tekadiomona